# Озерки (Ілецький район)
Озе́рки (рос. Озёрки) — село у складі Ілецького району Оренбурзької області, Росія.

## Населення
Населення — 1007 осіб (2010; 1366 у 2002).
Національний склад (станом на 2002 рік):
- татари — 87 %